# Peregrine Systems
Peregrine Systems, Inc.是一家專注於研發企業用的資產管理軟體、變更管理軟體、帮助台軟體的公司，該公司成立於1981年，總部位在美國加州的聖地牙哥，此外在美洲、歐洲、亞太等地都設有辦事處。
2001年，一個重大的會計帳務醜聞使該公司名譽掃地，最後是將11名高級（資深）主管移送（以違法蓄意破產之名起訴）法辦而告結。
2003年，美國證券交易委員會對Peregrine Systems公司的銷售浮報與誇大營收等行為，以"重大欺瞞"之名進行罰款。
2005年12月19日，惠普科技（Hewlett Packard，HP）以4.25億美元收併了Peregrine Systems公司，該公司的產品現在歸屬到HP OpenView這個系列品牌之下，同時也成為惠普全球軟體事業單位（HP Software Global Business Unit）的一部份。

## 產品
- AssetCenter - 資產管理軟體（资产管理 software）
- ServiceCenter - 服務台（或稱：求助桌）軟體（Help desk software）
- Connect.It - 資料整合工具（軟體）（Data integration tool）
- Enterprise Discovery -（資訊資產）探查與庫存工具（軟體）（Discovery and Inventory tool）